# Carlos Giambiagi
Carlos Giambiagi (Salto, Uruguay, 11 de junio de 1887-Buenos Aires, Argentina, 6 de septiembre de 1965), fue un pintor y grabador uruguayo, nacionalizado argentino en 1942. 

## Carrera profesional
Radicado en Argentina desde 1904, estudia en la Academia Nacional de Bellas Artes de Buenos Aires, acompañado por su amigo Luis Falcini. Discípulo de Martín Malharro, forma parte del grupo que se forma en torno a él y que integran, entre otros, Thibon de Libian y Pablo Curatella Manes.  
En la misma época, inicia su militancia política en el comunismo y se dedica a colaborar en distintas revistas promoviendo el arte de compromiso social. 
En 1913, expone por primera vez en el Salón Nacional y, en 1914, en la Primera Exposición de Artistas Jóvenes, realizada en Rosario, provincia de Santa Fe, en el que, también, participan Walter de Navazio, Luis Falcini, Ramón Silva, Thibon de Libian y Nicolás Lamanna, entre otros. Un año después, en 1915, acompañando a su amigo, el escritor Horacio Quiroga, se radica en San Ignacio, en la provincia de Misiones. Ilustra dos libros de Quiroga y, como él, se dedicará a labrar la tierra mientras realiza su actividad artística. 
Desde el año 1919, es uno de los integrantes del grupo de artistas independientes conocido como "Taller de la Calle Canning", que se reúne en la casa donde ha vivido Quiroga. En 1929, después de varias muestras colectivas en Argentina, Uruguay y Chile, realiza su primera exposición individual en la Asociación Amigos del Arte.
En 1932 forma parte de la Corporación de Artistas Plásticos, de la que es uno de los fundadores. En 1939, integra y es uno de los directivos de la Asociación de Intelectuales, Artistas, Periodistas y Escritores (A.I.A.P.E), dirigida por Héctor Agosti. También, trabaja como docente en el Taller de Arte Experimental y en el Centro de Estudiantes de Bellas Artes.
En el año 1942, editado por Losada, publica su libro Luis Falcini.En 1962, el Museo Nacional de Bellas Artes, organiza una muestra retrospectiva de su obra. Después de su muerte, es editado su libro Reflexiones de un pintor, conjunto de cartas y pensamientos.

## Obra
Su preocupación por el hombre y su situación social se refleja en sus obras de yerbatales, montes y de la selva misionera. Sus pinturas tienen un cuidado trabajo de la composición y un eficiente dominio de la luz y el color. Ha pintado en óleos, acuarelas y témperas; y realizado trabajos de importancia como grabador e ilustrador.